# Minister (diplomat)
Minister är en titel för en högre ambassadtjänsteman, ofta med uppdrag som enhetschef eller på annat sätt eget större ansvarsområde. Vid svenska beskickningar har ministern lägre rang än ambassadören och högre rang än ambassadråd, ekonomiska råd, rättsråd, eller motsvarande. 
Tidigare var minister även en titel för en beskickningschef av lägre rang, en ministerresident. Ministerresidenten (fr. ministre resident), innehade en lägre avlönad ministerpost än envoyén och tog plats efter den yngste envoyé extraordinaire på platsen. Som utmärkelse för tjänstemeriter eller av artighet mot det hov där de var ackrediterade tillades ministerresidenter ofta namn och rang av ministre plénipotentiaire.